# Fusileros de Sich

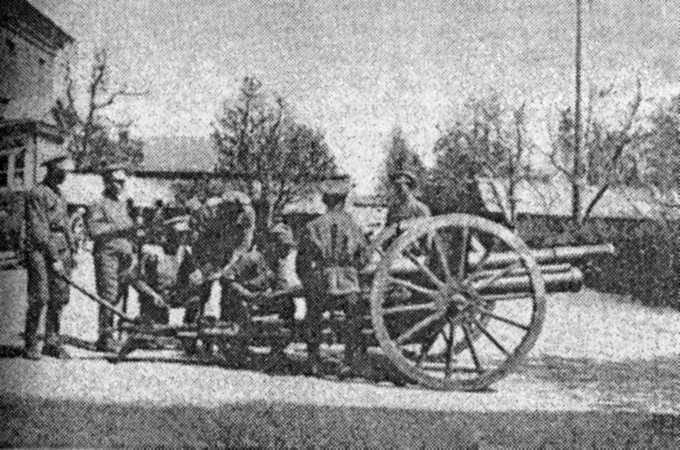
Fusileros de Sich durante la Guerra de independencia de Ucrania.

Los Fusileros de Sich (en ucraniano: Січові Стрільці, Sichoví Strilcí) fue una unidad militar regular del Ejército Popular de Ucrania que operó bajo diversas formas entre 1917 y 1919.

## Creación y primeras campañas
La unidad de Fusileros de Sich se creó en Kiev el 13 de noviembre de 1917 por iniciativa de un comité. Sus primeros reclutas eran prisioneros de guerra austrohúngaros fugados de los campos de prisioneros rusos y reunidos en Kiev para coadyuvar en la formación de un Estado ucraniano. A finales de enero de 1918, la unidad se organizó en tres compañías al mando de los capitanes Román Sushkó, Iván Chmolá y Vasyl Kuchabski. Con el coronel Evguén Konovalets al mando, la unidad se enfrentó a una insurrección bolchevique en la ciudad. Más tarde, se enfrentó a las fuerzas de invasión bolcheviques y se encargó de garantizar la retirada del Gobierno de la República Popular Ucraniana hacia Zhitómir. Una vez recuperada Kiev el 1 de marzo de 1918, la unidad se encargó de la custodia de las instituciones públicas de la república y de garantizar el orden en la ciudad.
Contraria a la toma del poder por el proclamado hetman Pavló Skoropadski en el golpe de Estado del 29 de abril de 1918, trató en vano de defender a la Rada Central Ucraniana. Logró rechazar el asalto a la sede de la Rada pero, al triunfar el golpe en el resto de la ciudad, la unidad fue desarmada. Sus miembros pasaron a otras unidades militares —en especial al 2.º Regimiento Zaporogo de Petró Bolbochán— o las milicias. Más tarde Skoropadski permitió el resurgimiento parcial de la unidad con la creación de un destacamento de unos mil doscientos hombres en agosto de 1918 en Bila Tserkva, divididos en un regimiento de infantería con una compañía de ametralladoras, un grupo de reconocimiento, una batería de artillería y una unidad técnica.
El destacamento desempeñó un papel crucial en la caída de Skoropadski al alzarse contra él en Bila Tserkva —localidad donde se encontraba acuartelado— en apoyo del Directorio de Ucrania creado el 13 de noviembre y avanzar hacia la capital el 18 de noviembre. Su comandante, el coronel Evguén Konovalets, inicialmente trató de permanecer neutral en el inminente choque entre Skoropadski y la oposición, pero finalmente decidió apoyar a esta. Su intervención resultó fundamental para lograr la pasividad de las fuerzas de los Imperios Centrales ante el alzamiento de la oposición contra el hetman. Durante el asedio de Kiev —defendida por los alemanes y los destacamentos de oficiales rusos partidarios de Skoropadski—, el destacamento creció notablemente, primero hasta englobar once mil soldados y luego cerca de veinticinco mil a comienzos de diciembre con la inclusión en sus filas de la División del Dniéper y la División del Mar Negro. Encargada del adiestramiento de los voluntarios favorables al Directorio, estos resultaron tan numerosos que la unidad se vio desbordada en esta tarea. Tras la conquista de la ciudad entre el 14 y el 15 de diciembre, el destacamento se disolvió en unidades menores.
La unidad propuso en vano el establecimiento de una dictadura encabezada por Volodímir Vinnichenko durante el periodo de enfrentamientos con la Rusia soviética, pero vetó la alternativa de que su comandante ingresase en el Directorio.

## Fin
Durante la segunda parte de la guerra ucrano-soviética que comenzó en enero de 1919, la División de Fusileros de Sich se dividió en tres grupos de combate que trataron de detener la ofensiva soviética hacia Kiev. Tras sufrir notables pérdidas en febrero, se la retiró del frente para reorganizarla en el nuevo Cuerpo de Fusileros de Sich, con alrededor de siete mil hombres. A pesar de tener que retirarse hacia Berdýchiv, la unidad continuó combatiendo en los alrededores de Shepetivka y Krémenets.
En julio, cambió de nombre, pasó a llamarse Grupo de Fusileros de Sich y quedó al mando del coronel Arnold Wolf como parte de las unidades que debían lanzar una ofensiva hacia Kiev. El grupo capitaneado por Wolf contaba con cerca de ocho mil seiscientos hombres encuadrados en seis regimientos de artillería, otros tantos de infantería, uno de caballería, una unidad motorizada y varios trenes blindados. Después de combatir camino de Kórosten, el grupo, logró retomar Shepetivka antes de chocar con las fuerzas de Antón Denikin.
A mediados de octubre, el cuerpo pasó al frente en el que los ucranianos combatían a las unidades de Denikin, donde sufrió considerables pérdidas, tanto por los combates como por la enfermedad, que se cebó en la unidad. El cuerpo quedó disuelto el 6 de diciembre de 1919 en las cercanías de Starokostiantýniv. Parte de sus miembros se unieron entonces a unidades partisanas, mientras que otros quedaron internados por los polacos en la primavera de 1920.